# Стриша-Буда
Стриша-Буда (пол. Strysza Buda, нім. Nieder Mirchau) — село в Польщі, у гміні Картузи Картузького повіту Поморського воєводства.
У 1975-1998 роках село належало до Гданського воєводства.